# 우니베르시타리오 데 데포르테스

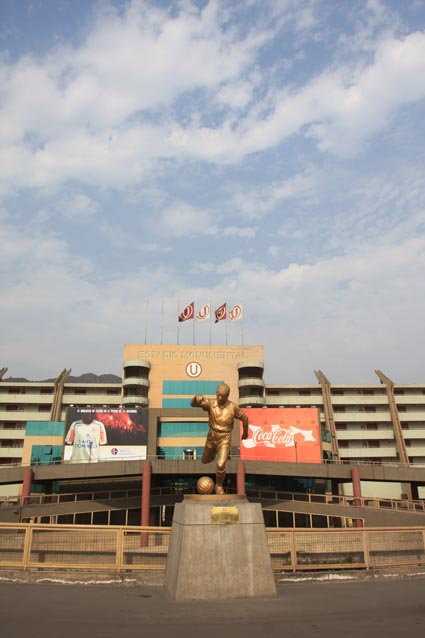

클루브 우니베르시타리오 데 데포르테스(Club Universitario de Deportes) 또는 우니베르시타리오(Universitario)는 페루에서 가장 성공적인 축구 클럽으로, 페루의 수도 리마를 연고로 하고 있다.

## 선수 명단

### 현역
참고: FIFA 자격 규정에 따라 소속된 국가대표팀 국기를 표시합니다. 선수는 복수의 FIFA 비회원국 국적을 가지고 있을 수 있습니다.
| 번호 | 포지션 | 국적     | 이름          |
| ---- | ------ | -------- | ------------- |
| 7    | MF     | 에콰도르 | 하이로 벨레스 |
| 20   | FW     | 페루     | 알렉스 발레라 |

| 번호 | 포지션 | 국적 | 이름 |
| ---- | ------ | ---- | ---- |

## 역대 감독
| 감독                | 임기        |
| ------------------- | ----------- |
| 잭 그린웰           | 1939 ~ 1940 |
| 세르히오 마르카리안 | 1993 ~ 1995 |
| 리카르도 가레카     | 2007 ~ 2008 |
| 페드로 트로글리오   | 2017 ~ 2018 |

틀:우니베르시타리오 데 데포르테스 선수 명단